# Campagne sasanidi di Galerio
Le campagne sasanidi di Galerio furono una serie di spedizioni militari che videro scontrarsi i romani ed i persiani sasanidi, le quali furono parte di una guerra durata complessivamente dal 296 al 298. Con la sua salita al trono Narsete di Persia 
aveva chiaramente manifestato l'intenzione di rompere il trattato di pace firmato nel 287 tra Diocleziano e Vaharam II, che aveva posto fine a un sessantennio di guerre tra persiani e romani, iniziate con l'ascesa della nuova dinastia sasanide di Artaserse. 
Stando ad Eutropio, la campagna aveva avuto inizio già nel 293, con l'invasione della provincia romana di Siria, ma è solo nel 296 che il cesare Galerio, ricevette da Diocleziano (intento a sedare una rivolta in Egitto) l'incarico di intraprendere una campagna militare contro il sovrano sasanide Narsete, asceso al trono tre anni prima.

## Contesto storico

### Diocleziano e la Tetrarchia
Nel 285 salì al potere l'Imperatore Diocleziano, il quale per difendere più agevolmente l'Impero, attaccato su tutti i fronti dai barbari, decise di associare al potere Massimiano, nominandolo prima Cesare e poi Augusto e affidandogli il controllo dell'occidente. Più tardi però comprese che due imperatori non erano sufficienti per difendere l'Impero dai barbari e nominò Cesari due generali distintesi in battaglia, Costanzo Cloro e Galerio. Nacque così la tetrarchia; i quattro tetrarchi (due cesari e due augusti) si spartirono l'Impero: a Diocleziano andò la Tracia, l'Egitto e l'Asia; a Massimiano l'Italia e l'Africa; a Galerio le province illiriche; a Costanzo la Spagna, la Gallia e la Britannia. I cesari erano subordinati ai due Augusti e alla morte o all'abdicazione degli Augusti essi sarebbero diventati a loro volta Augusti e avrebbero nominato due cesari. La riforma tetrarchica di Diocleziano rese più efficace la difesa delle province e rallentò la crisi dell'Impero.

### La rivolta di Tiridate
Secondo diversi autori moderni il casus belli del conflitto andrebbe individuato nella volontà romana di voler reinsediare un loro re cliente sul trono di Armenia. Sotto il regno di Valeriano l'Armenia venne conquistata dai Persiani Sasanidi che assassinarono il re armeno Cosroe. Il figlio di quest'ultimo, Tiridate, riuscì a fuggire in territorio romano dove fu posto sotto la protezione dell'imperatore. Le fonti armene, che pure hanno problemi di attendibilità, esaltano le abilità e il coraggio di Tiridate e affermano che egli fosse un giovane molto atletico e possedesse una forza immensa; un giorno egli avrebbe salvato Licinio (la cui identificazione con il futuro imperatore non è certa) da un tentativo di linciaggio fermando gli aggressori con il suo solo braccio. Secondo Gibbon Licinio, in segno di gratitudine nei confronti di Tiridate, avrebbe fatto pressioni sui tetrarchi affinché lo aiutassero a recuperare il trono. In ogni modo, secondo le fonti armene, nel terzo anno di regno di Diocleziano Tiridate venne investito del regno di Armenia. Il panegirico di Diocleziano attesta in quello stesso anno un trattato di Diocleziano con la Persia, con cui presumibilmente il re persiano Bahram II riconobbe Tiridate III come re di Armenia. I doni ricevuti da Bahram II vennero interpretati come i simboli di una vittoria romana sui Sasanidi (di cui la soluzione della questione armena costituiva l'aspetto sostanziale), tant'è che Diocleziano venne salutato come il "fondatore della pace eterna". Tali eventi potrebbero aver rappresentato la fine formale della campagna sasanide di Caro e Numeriano, che probabilmente era terminata senza la conclusione di un vero e proprio trattato di pace.
Secondo Gibbon la popolazione armena mal tollerava la dominazione persiana e accolse con favore il ritorno di Tiridate sul loro trono con l'appoggio romano. Il comando dell'esercito venne affidato a Artavasde, a cui il re era molto riconoscente perché gli aveva salvato la vita dai Persiani quando era piccolo. Gibbon inoltre sostiene che lo scià di Persia avrebbe inviato in Armenia Mamgo, un principe originario della Scizia che era al comando di un'orda di suoi connazionali, con l'ordine di reprimere la rivolta, ma, a causa delle offese ricevute dallo scià, lo stesso Mamgo avrebbe deciso di passare dalla parte dei ribelli, contribuendo molto validamente alla restaurazione di Tiridate.
Anche a causa di una guerra civile in Persia i ribelli di Tiridate riuscirono non solo a liberare l'Armenia dal giogo persiano ma anche a penetrare in Assiria. Quando però la guerra civile finì, il nuovo scià Narsete, salito al trono nel 293, riuscì a recuperare il controllo dell'Armenia con una campagna militare vittoriosa. Ancora una volta Tiridate perse il suo trono e si rifugiò di nuovo in territorio romano.

## Guerra

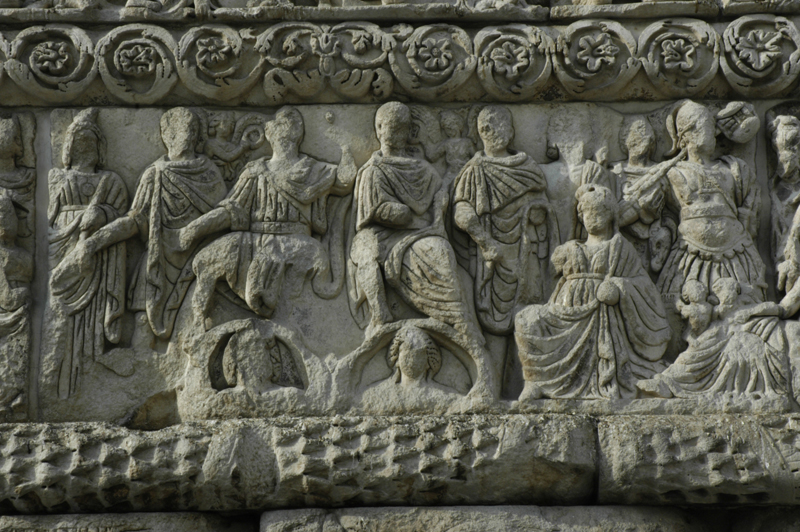
Arco di Galerio a Tessalonica: i tetrarchi, al centro i due Augusti, ai lati i due Cesari.

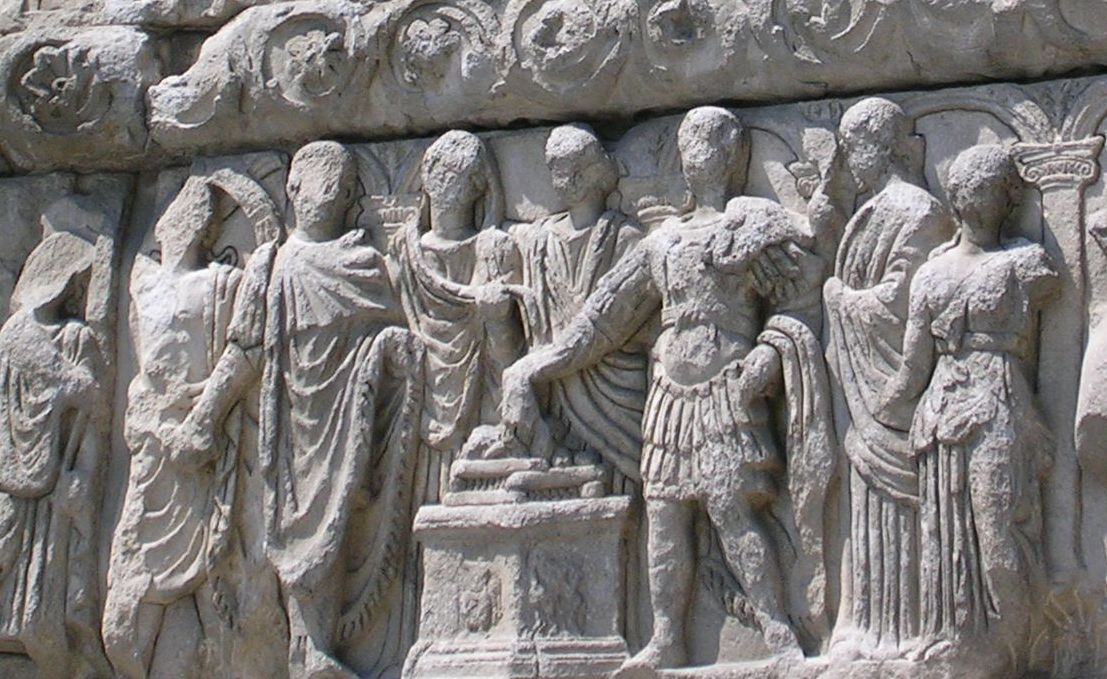
Arco di Galerio a Tessalonica: l'Imperatore Galerio (?) compie un sacrificio all'inizio della campagna militare.

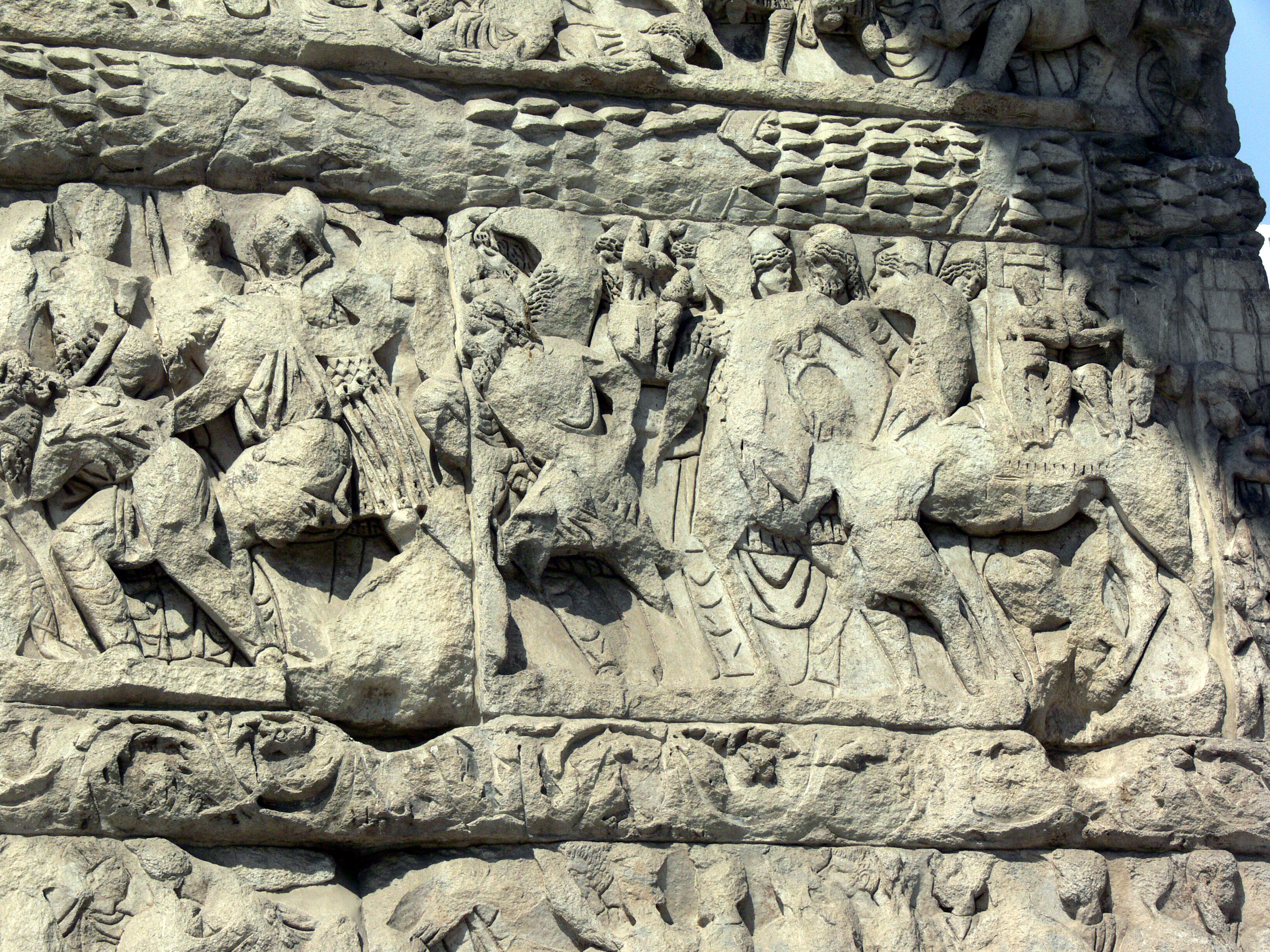
Arco di Galerio a Tessalonica: avanzata persiana.

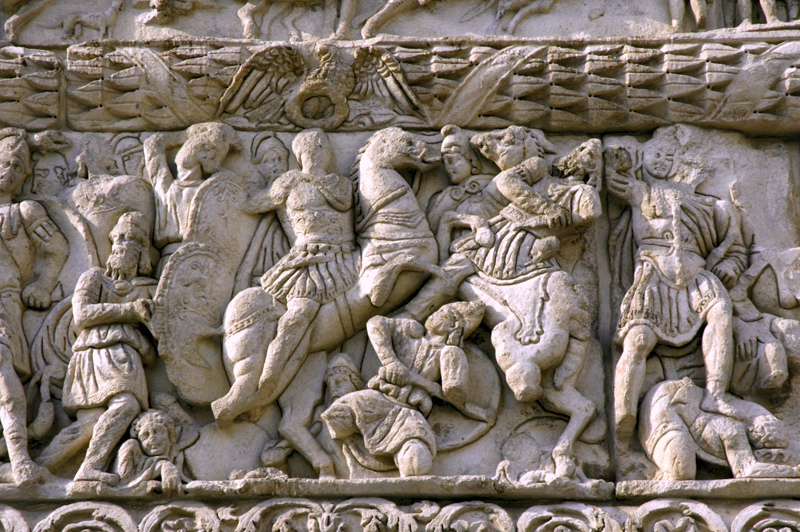
Arco di Galerio a Tessalonica: battaglia di Satala (298).

296Narsete, per punire i romani per aver appoggiato la rivolta armena, invase la provincia romana di Siria. I Romani a questo punto decisero di aiutare attivamente Tiridate a salire sul trono di Armenia; Diocleziano stabilì la sua base a Antiochia e affidò il comando delle operazioni militari a Galerio.
297Dopo due battaglie con esito incerto, la terza battaglia (combattuta tra Carre e Nicephorium o Callinicum) fu una completa disfatta per i Romani, a seguito della quale Roma perse la provincia di Mesopotamia. Gibbon attribuisce arbitrariamente a questa battaglia un episodio tramandato dalle fonti armene secondo le quali, alla fine di una sconfitta patita contro la Persia, Tiridate, che pure aveva combattuto con valore, fu inseguito fino all'Eufrate e si salvò per miracolo attraversando a nuoto il fiume (profondo almeno mezzo miglio in quel punto) con un'armatura pesantissima. Le ragioni della disfatta vengono comunemente attribuite all'imprudenza di Galerio che avrebbe attaccato i Sasanidi con un numero insufficiente di truppe.
Galerio fu accolto freddamente dall'Imperatore e fu costretto a seguire a piedi il carro imperiale per più di un miglio. Cedendo alle suppliche di Galerio, Diocleziano decise di riconfermarlo al comando dell'esercito. Galerio era intenzionato a vendicare l'umiliazione subita e, alla testa di un esercito di 25 000 uomini (provenienti per lo più dall'Illirico e dalla Mesia), attraversò di nuovo l'Eufrate ma invece di invadere la Mesopotamia decise di attraversare le montagne dell'Armenia, dove ricevette il supporto degli abitanti locali.
298Galerio, avanzando attraverso le montagne dell'Armenia, ottenne una vittoria decisiva sul re sasanide Narsete, ricavandone un enorme bottino, che comprendeva l'harem di Narsete, dopo aver saccheggiato il campo persiano. Si racconta, infatti, che il cesare romano, sferrò un attacco a sorpresa notturno ai Persiani, che dopo una debole resistenza vennero massacrati. Narsete fuggì verso la Media mentre le sue mogli, figli e sorelle vennero fatte prigioniere dai Romani. I Romani da questa vittoria ricavarono un immenso bottino di guerra e trattarono con rispetto i prigionieri regali. Nel frattempo Diocleziano radunò in Siria un esercito di copertura, pronto a entrare in funzione in caso di emergenza. Approfittando del vantaggio, prese la città di Ctesifonte.
Secondo quanto narra il Gibbon, Diocleziano, alla notizia della vittoria di Galerio, si affrettò a raggiungere il Cesare a Nisibi per frenare le sue ambizioni. Infatti, secondo il Gibbon, Galerio era intenzionato a sottomettere la Persia sotto il giogo romano, mentre Diocleziano, più prudente, si sarebbe accontentato di una semplice pace vantaggiosa. Nel frattempo la grave sconfitta patita spinse Narsete a inviare l'ambasciatore Afarbano a Nisibi per negoziare una pace onde limitare i danni e impedire un'ulteriore avanzata romana.
L'ambasciatore persiano, dopo aver lodato il vincitore della guerra pur senza sminuire il suo re, fece appello alla moderazione dei Romani, rammentando con un'allegoria orientale che Roma e la Persia sono i due occhi del mondo e che se uno dei due venisse accecato il mondo sarebbe imperfetto e mutilo. Secondo Pietro Patrizio la risposta di Galerio sarebbe stata la seguente:
(Pietro Patrizio, frammento 13 (Muller).)
Dopo averlo rassicurato che i Romani non erano soliti calpestare un nemico sconfitto, Galerio congedò Afarbano.
299Diocleziano e Galerio, dopo essersi incontrati a Nisibi, inviarono Sicorio Probo, uno dei loro segretari, per comunicare ai Persiani le condizioni per la pace. Probo venne accolto con tutti gli onori dai Persiani ma la sua udienza con il re sasanide venne rimandata di giorno in giorno con diversi pretesti; secondo Gibbon presumibilmente Narsete intendeva guadagnare tempo per radunare un esercito adeguato, affinché potesse trattare la pace con maggiore dignità. Quando finalmente arrivò il giorno dell'udienza Probo comunicò allo scià le condizioni per la pace:
1. La città di Nisibi, dove fu siglata la pace,[9] deve essere il perno del commercio dei due imperi[11]
2. Armenia e Iberia diventano regni clienti dei Romani[11]
3. Il confine tra i due imperi è fissato sul fiume Tigri mentre il confine tra Armenia e Persia è fissato nei pressi di Zintha, una fortezza della Media ai confini con l'Armenia[11]
4. I Persiani cedono cinque regioni al di là del Tigri: secondo Pietro Patrizio, si trattava di Intelene, Sofene, Arzanene, Zabdicene e Carduene;[11] secondo Ammiano Marcellino, invece, le cinque regioni cedute sarebbero state la Zabdicene, l'Arzanene, la Moxoene, la Carduene e la Rehimene.[12]

Narsete si oppose solo al primo punto, che tuttavia fu costretto ad accettare di fronte alla fermezza dei Romani. Dopo la stipula del trattato, a Narsete furono restituiti i parenti che erano stati fatti prigionieri dai Romani.

## Conseguenze
Diocleziano celebrò il suo trionfo in occasione del XX anniversario dall'ascesa al trono (nel 304):
(Edward Gibbon, Declino e caduta dell'Impero romano, pp. 148-149)
La Mesopotamia ritornò sotto il controllo romano per quasi 40 anni di pace (la frontiera fu spostata fino al Khabour, al Tigri, passando per il Djebel Sindjar), l'Armenia fu riconosciuta protettorato romano insieme all'Iberia, mentre a Nisibi furono accentrate le vie carovaniere dei commerci con l'estremo Oriente (Cina e India), ma soprattutto si diede inizio alla costruzione della strada militare di frontiera della strata Diocletiana. Sembra che le cinque regioni al di là del Tigri non fossero passate sotto il diretto controllo romano, ma fossero governate da satrapi locali che riconoscevano la supremazia di Roma; non è da escludere inoltre che esse fossero state annesse all'Armenia regno cliente di Roma. Galerio celebrò in seguito la propria vittoria (tra il 298 ed il 303), erigendo un arco a lui dedicato a Tessalonica, anche se sembra non abbia accolto favorevolmente il trattato di pace, poiché avrebbe desiderato avanzare ulteriormente in territorio persiano.